# Copestylum unilectum
Copestylum unilectum är en tvåvingeart som först beskrevs av Walker 1860.  Copestylum unilectum ingår i släktet Copestylum och familjen blomflugor. Inga underarter finns listade i Catalogue of Life.